# NGC 4660
NGC 4660 est une galaxie elliptique située dans la constellation de la Vierge. Sa vitesse par rapport au fond diffus cosmologique est de 1 406 ± 23 km/s, ce qui correspond à une distance de Hubble de 20,7 ± 1,5 Mpc (∼67,5 millions d'al). NGC 4660 a été découverte par l'astronome germano-britannique William Herschel en 1784.

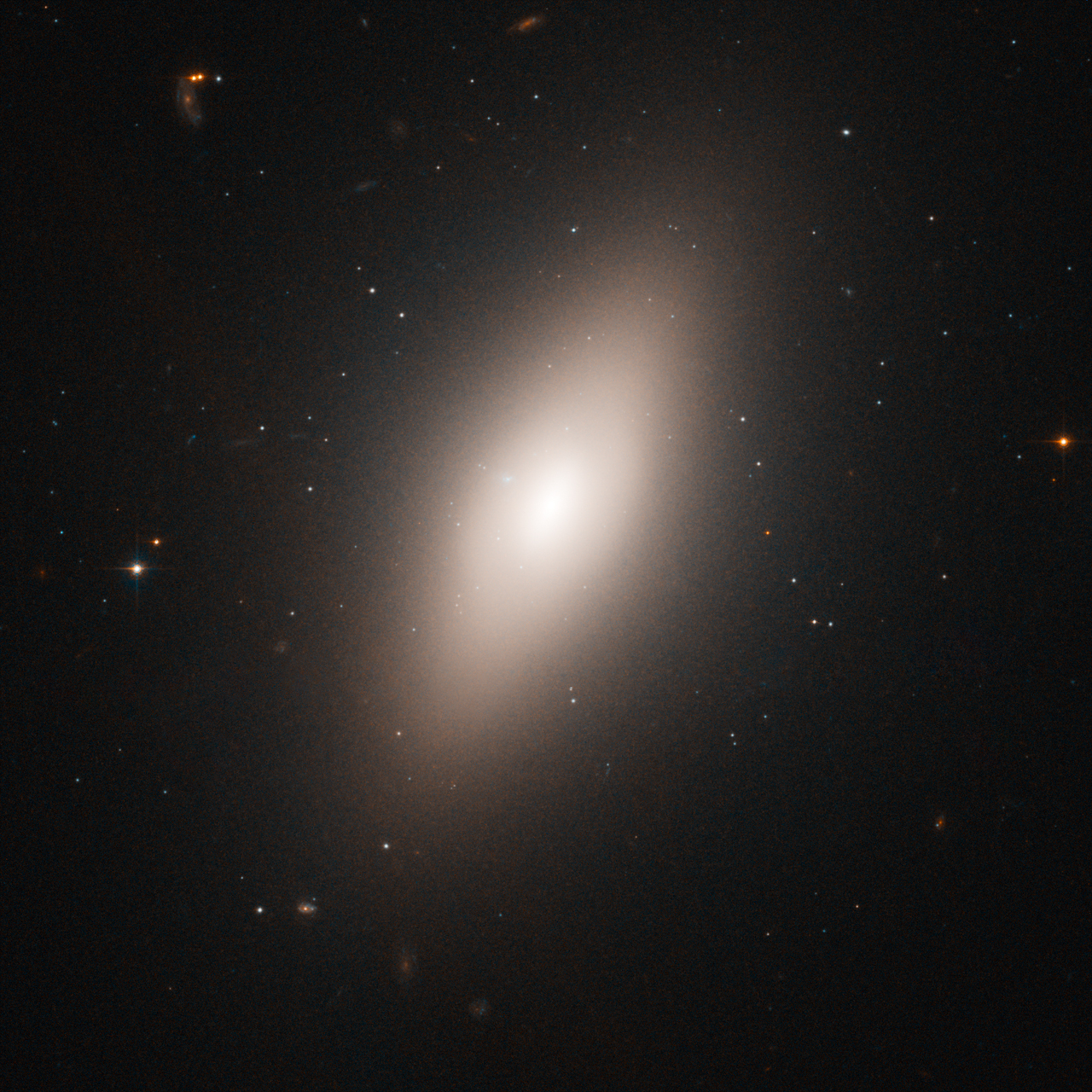
NGC 4660 par le télescope spatial Hubble.

À ce jour, 29 mesures non basées sur le décalage vers le rouge (redshift) donnent une distance de 17,217 ± 4,846 Mpc (∼56,2 millions d'al), ce qui est à l'intérieur des valeurs de la distance de Hubble. Cependant, cette galaxie, comme plusieurs de l'amas de la Vierge, est relativement rapprochée du Groupe local et on obtient souvent une distance de Hubble très différente en raison de leur mouvement propre dans le groupe où l'amas où elles sont situées. Notons que c'est avec la valeur moyenne des mesures indépendantes, lorsqu'elles existent, que la base de données NASA/IPAC calcule le diamètre d'une galaxie.

## Filament de marée
Un long filament de marée associé à NGC 4660 a été observé, ce qui semble indiquer une interaction gravitationnelle passée avec une autre galaxie. La galaxie progénitrice qui a  produit ce filament était peut-être une galaxie spirale riche en gaz. On a détecté des galaxies naines liées par effet de marée à NGC 4660. Ces galaxies ont une faible masse et elles sont recyclées ou formées lors d'interaction ou de fusion. La présence de ces galaxies suggère une autre possibilité à l'origine du filament. Il vient peut-être d'une galaxie satellite qui a été dépouillée durant un passage rapproché dans son orbite autour de NGC 4660. Cette hypothèse ferait de ce filament de marée un cas semblable à celui de la galaxie sphéroïdale naine du Sagittaire en orbite autour de la Voie lactée.

## Trou noir supermassif
Selon une étude réalisée en 2017 à l'aide du télescope spatial Hubble et portant sur plusieurs galaxies, NGC 4660 renferme un trou noir supermassif dont la masse est d'environ 778 millions (minimum 557, maximum 998 millions) de masses solaires.

## Amas globulaires
Selon une étude publiée en 2008 et basée sur les observations réalisées avec le télescope spatial Hubble, le nombre d'amas globulaires dans NGC 4660 (VCC 2000 dans l'article) est estimé à 205 ± 28.

## Groupes de M49, de M60 et l'amas de la Vierge
Selon A.M. Garcia, NGC 4660 est l'une des nombreuses galaxies du groupe de M49 (127 au total) qu'il a décrit dans un article publié en 1993. On retrouve dans cette liste 63 galaxies du New General Catalogue dont NGC 4382 (M85), NGC 4472 (M49), NGC 4516, NGC 4649 (M60) ainsi que 20 galaxies de l'Index Catalogue.
D'autre part, NGC 4660 apparait aussi dans une liste de 227 galaxies d'un article publié par Abraham Mahtessian en 1998. Cette liste comporte plus de 200 galaxies du New General Catalogue et une quinzaine de galaxies de l'Index Catalogue. On retrouve dans cette liste 10 autres galaxies du Catalogue de Messier, soit M49, M58, M60, M61, M85, M87, M88, M91, M99 et M100.
Toutes les galaxies de la liste de Mahtessian ne constituent pas réellement un groupe de galaxies. Ce sont plutôt plusieurs groupes de galaxies qui font tous partie d'un amas galactique, l'amas de la Vierge. Pour éviter la confusion avec l'amas de la Vierge, on peut donner le nom de groupe de M60 à cet ensemble de galaxies, car c'est l'une des plus brillantes de la liste. L'amas de la Vierge est en effet beaucoup plus vaste et compterait environ 1300 galaxies, et possiblement plus de 2000, situées au cœur du superamas de la Vierge, dont fait partie le Groupe local,.
De nombreuses galaxies de la liste de Mahtessian se retrouvent dans onze groupes décrits dans un article d'A.M. Garcia, soit le groupe de NGC 4123 (7 galaxies), le groupe de NGC 4261 (13 galaxies), le groupe de NGC 4235 (29 galaxies), le groupe de M88 (13 galaxies, M88 = NGC 4501), le groupe de NGC 4461 (9 galaxies), le groupe de M61 (32 galaxies, M61 = NGC 4303), le groupe de NGC 4442 (13 galaxies), le groupe de M87 (96 galaxies, M87 = NGC 4486), le groupe de M49 (127 galaxies, M49 = NGC 4472), le groupe de NGC 4535 (14 galaxies) et le groupe de NGC 4753 (15 galaxies). Ces onze groupes font partie de l'amas de la Vierge et ils renferment 396 galaxies. Certaines galaxies de la liste de Mahtessian ne figurent cependant dans aucun des groupes de Garcia et vice versa.